# John Murray (1er comte de Tullibardine)
Pour les articles homonymes, voir John Murray et Murray.
John Murray (autour de 1550 – peu avant le 3 août 1613), fut 1er comte de Tullibardine. Il est le fils de William Murray et Agnes Graham.
Il épouse Catherine Drummond, qui est la fille de David Drummond, 2e Lord Drummond et de Lilias Ruthven. Ils se marient a une date qui précède le 17 novembre 1576. Il est mort entre le 29 juillet 1613 et le 3 août 1613.
Il vivait à Tullibardine, Perthshire, Écosse.
Les enfants de John Murray, 1er comte de Tullibardine et de Catherine Drummond.
- William Murray, 2e comte de Tullibardine et il est né en 1574, décédé en juillet 1627[3].
- Lilias Murray est née en 1576, décédée le 30 décembre 1643[1].
- John Murray est né en 1578, décédé en février 1607.
- Anne Murray est née en 1579, décédée le 27 février 1618.
- Patrick Murray, 1er comte de Tullibardine est né le 16 avril 1579, décédé le 5 septembre 1644[4].
- Mungo Murray, vicomte de Stormont est né en 1580, décédé le 11 mars 1641.
- Margaret Murray est née en 1581, décédée en décembre 1617[5].
- Robert Murray est né en 1582[1].
- Lady Catherine Murray est né en 1585.